# Estación de Guinardó / Hospital de Sant Pau
La estación de Guinardó | Hospital de Sant Pau anteriormente llamada Guinardó, es una estación de la línea 4 del Metro de Barcelona situada debajo de la ronda del Guinardó en el distrito de Horta-Guinardó de Barcelona.

## Historia
Con el nombre Guinardó (San Quintín), la estación se inauguró el 16 de mayo de 1974, como terminal de la prolongación de la entonces Línea IV desde Joanic. El acto inaugural estuvo presidido por el alcalde de Barcelona, Enrique Masó y, en nombre del ministro de Obras Públicas, el director general de Transportes Terrestres, Álvarez Hidalgo, además de varias autoridades del transporte metropolitano.
En 1982 la estación pasó a llamarse únicamente Guinardó, al tiempo que la Línea IV adoptó la numeración arábiga y pasó a llamarse Línea 4.
Con la entrada en servicio del nuevo Hospital de San Pablo, en 2003, la estación de metro de Guinardó se convirtió en la más cercana al recinto sanitario. Por este motivo, el 17 de julio de 2009 el Consejo de Administración de la ATM acordó cambiar el nombre de la estación por Guinardó | Hospital de Sant Pau, al tiempo que la estación de Hospital de Sant Pau, de la línea 5, junto al antiguo hospital modernista, pasó a llamarse Sant Pau | Dos de Maig.
En 2010 se llevaron a cabo obras para la construcción de nuevos accesos, incluyendo uno con entrada directa a las instalaciones del Hospital. Se creó un nuevo vestíbulo de 700 metros cuadros, sustituyendo al anterior, de 230 metros cuadrados. Al mismo tiempo, se adaptó la estación a las personas de movilidad reducida (PMR), incluyendo la instalación de ascensores. 
Actualmente la estación sigue en obras por la construcción de un intercambiador con las líneas 9 y 10, cuya inauguración está prevista para 2026.

## Líneas
| << cabecera   | < estación | línea  | estación >        | cabecera >> |
| ------------- | ---------- | ------ | ----------------- | ----------- |
| Metro         |            |        |                   |             |
| Trinitat Nova | Maragall   |        | Alfons X          | La Pau      |
| Aeroport T1   | Sanllehy   | (2026) | Plaça de Maragall | Can Zam     |
| Pratenc       | Sanllehy   | (2026) | Plaça de Maragall | Gorg        |